# Кабри (коммуна)
Кабри (фр. Cabris) — коммуна на юго-востоке Франции в регионе Прованс — Альпы — Лазурный берег, департамент Приморские Альпы, округ Грас, кантон Грас-1. До марта 2015 года коммуна административно входила в состав упразднённого кантона Сен-Валье-де-Тье (округ Грас).
Площадь коммуны — 5,43 км², население — 1558 человек (2006) с тенденцией к снижению: 1384 человека (2012), плотность населения — 254,9 чел/км².

## Население
Население коммуны в 2011 году составляло — 1427 человек, а в 2012 году — 1384 человека.
| 1962 | 1968 | 1975 | 1982 | 1990 | 1999 | 2004 | 2006 | 2009 | 2011 | 2012 |
| ---- | ---- | ---- | ---- | ---- | ---- | ---- | ---- | ---- | ---- | ---- |
| 489  | 658  | 770  | 1131 | 1307 | 1472 | 1534 | 1558 | 1404 | 1427 | 1384 |

Динамика численности населения:

## Экономика
В 2010 году из 861 человек трудоспособного возраста (от 15 до 64 лет) 598 были экономически активными, 263 — неактивными (показатель активности 69,5 %, в 1999 году — 66,7 %). Из 598 активных трудоспособных жителей работали 542 человека (287 мужчин и 255 женщин), 56 числились безработными (25 мужчин и 31 женщина). Среди 263 трудоспособных неактивных граждан 58 были учениками либо студентами, 127 — пенсионерами, а ещё 78 — были неактивны в силу других причин.
На протяжении 2010 года в коммуне числилось 632 облагаемых налогом домохозяйства, в которых проживало 1432,0 человека. При этом медиана доходов составила 23 тысячи 769 евро на одного налогоплательщика.